# Marijke de Goey
Sentine Marina „Marijke“ de Goey (* 14. April 1947 in Utrecht) ist eine niederländische bildende Künstlerin und Dozentin.

## Leben
Marijke de Goey wuchs in Utrecht auf. Sie besuchte von 1959 bis 1964 die Hogereburgerschool und von 1964 bis 1967 die Pädagogische Hochschule Utrecht, die sie mit dem Lehrdiplom abschloss. Im Anschluss unterrichtete sie Kinder im New Yorker Stadtteil Harlem. 1970 bis 1974 studierte sie Pädagogik an der Fakultät für Pädagogik der Universität Groningen um die Lehrbefähigung als Förderlehrerin zu erlangen. Danach studierte sie von 1974 bis 1979 an der Gerrit Rietveld Academie in Amsterdam. Sie lebt und arbeitet in Amsterdam.
Von 1984/85 bis 1999 lehrte Marijke de Goey an der Gerrit Rietveld Academie als Dozentin für Interieurdesign und von 2003 bis 2005 als Dozintin für Architekturdesign an der Technischen Universität München.

## Werk
Neben ihrer Arbeit als Bildhauerin mit großformatigen Objekten im öffentlichen Raum ist Marijke de Goey auch als Zeichnerin, Textilkünstlerin, Goldschmiedin und Schmuckdesignerin tätig. Ihre Werke, Skulpturen als auch Schmuck, sind durch geometrische Abstraktion gekennzeichnet.
Zu Beginn ihres künstlerischen Schaffens verwendete Marijke de Goey Papier und Stoff, das sie durch Falten und Einrollen verfremdete. Daraus entwickelte sie später dreidimensionale luftige Drahtinstallationen. Ab den 1980er Jahren bezog sie sich „im künstlerischen Konzept auf den russischen Konstruktivismus und dessen Verständnis von Raum als zu gestaltendes Medium sowie auf den italienischen Futurismus und den Versuch der Integration von Bewegung“. Diese Ideen versuchte sie mit zeitgenössischen Materialien wie Kunststoff und Laserlicht zu verwirklichen. 1992 entwarf sie für die Stadt Leerdam mit Plein van de 49 neongeheimen eine Installation mit 49 Glaskuben, die bei Dunkelheit leuchten. In ihren Drahtskulpturen verwendet sie Metall, Stahl, Kupfer, Aluminium und Fiberglas und färbt sie im Farbton RAL 5015 blau ein. Zusätzlich sind die Ecken der Vierecke oft umgeknickt. Darüber hinaus gestaltet sie auch Lichtfassaden und Innendekorationen, Möbel, Schmuck aus Golddraht und Preise für Wettbewerbe.
1985 wurde Marijke de Goey mit dem Kunstpreis der Stadt Gouda und 1986 mit dem Françoise-van-den-Bosch-Preis des Museums Boijmans Van Beuningen in Rotterdam ausgezeichnet. Im Jahr 2001 wurde ihr der Orden von Oranien-Nassau verliehen. 2002 gewann sie den 1. Preis auf der 13. Kunstbiennale im polnischen Poznań.

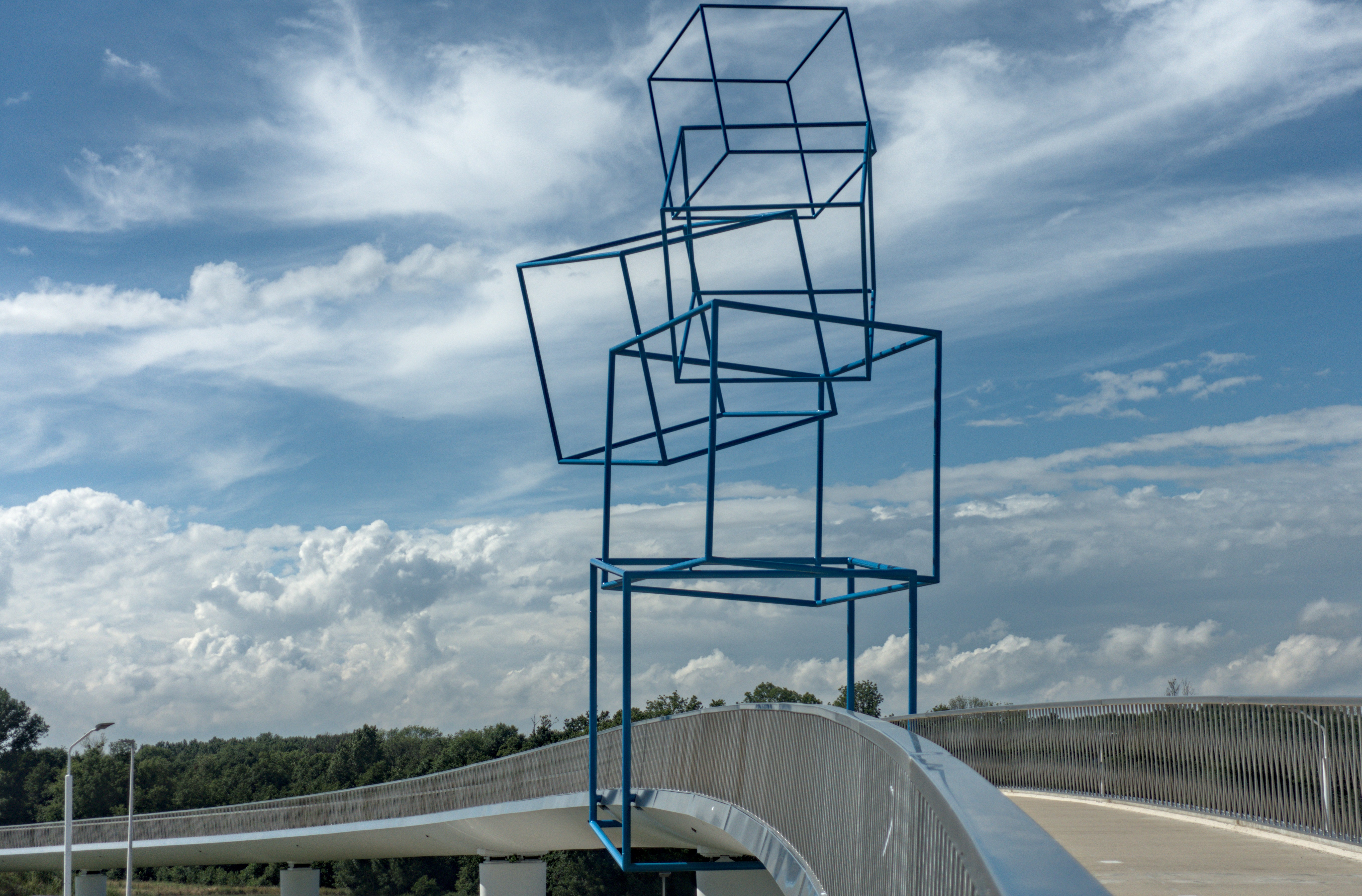
The Lotus Flower
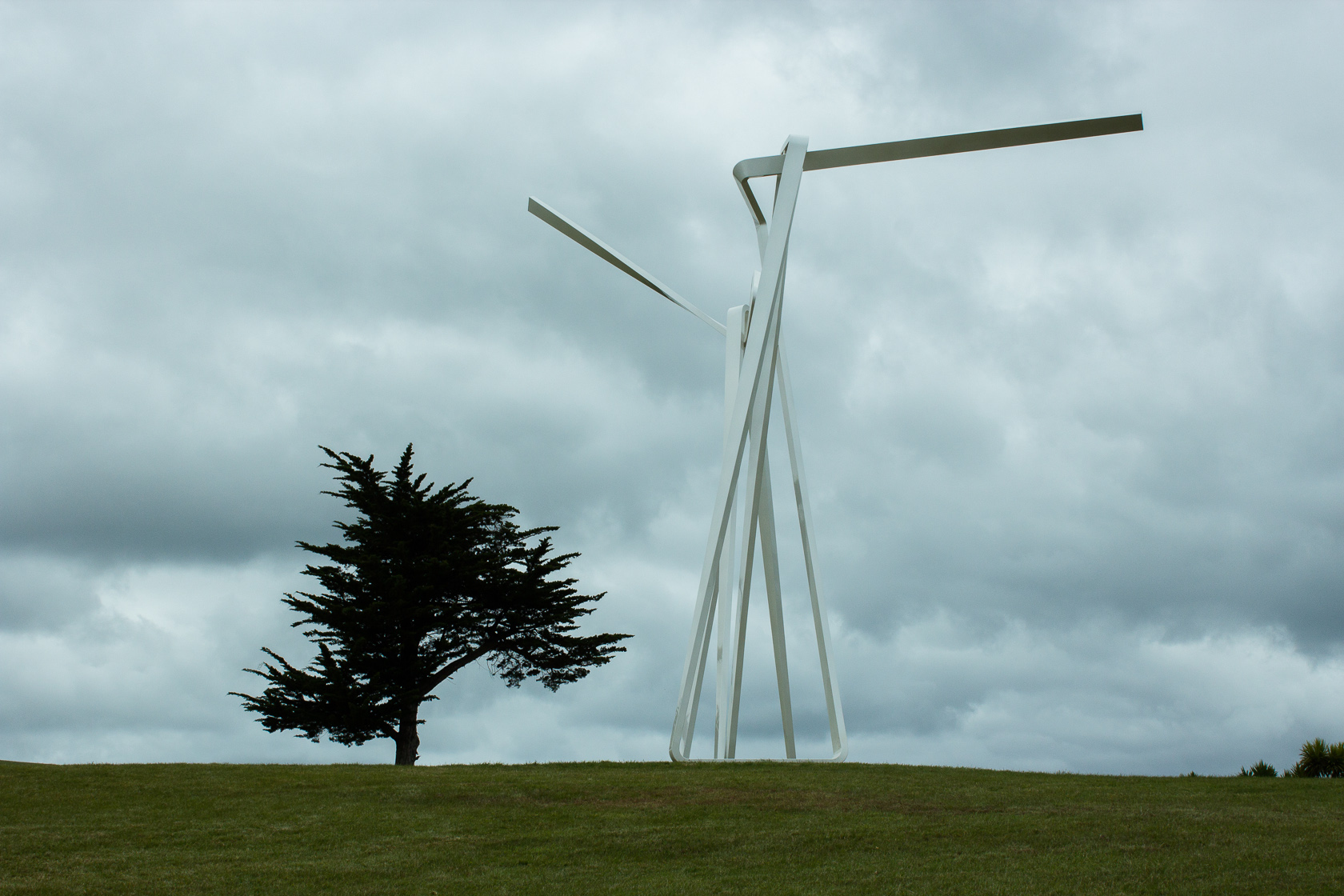
Tango Dancers
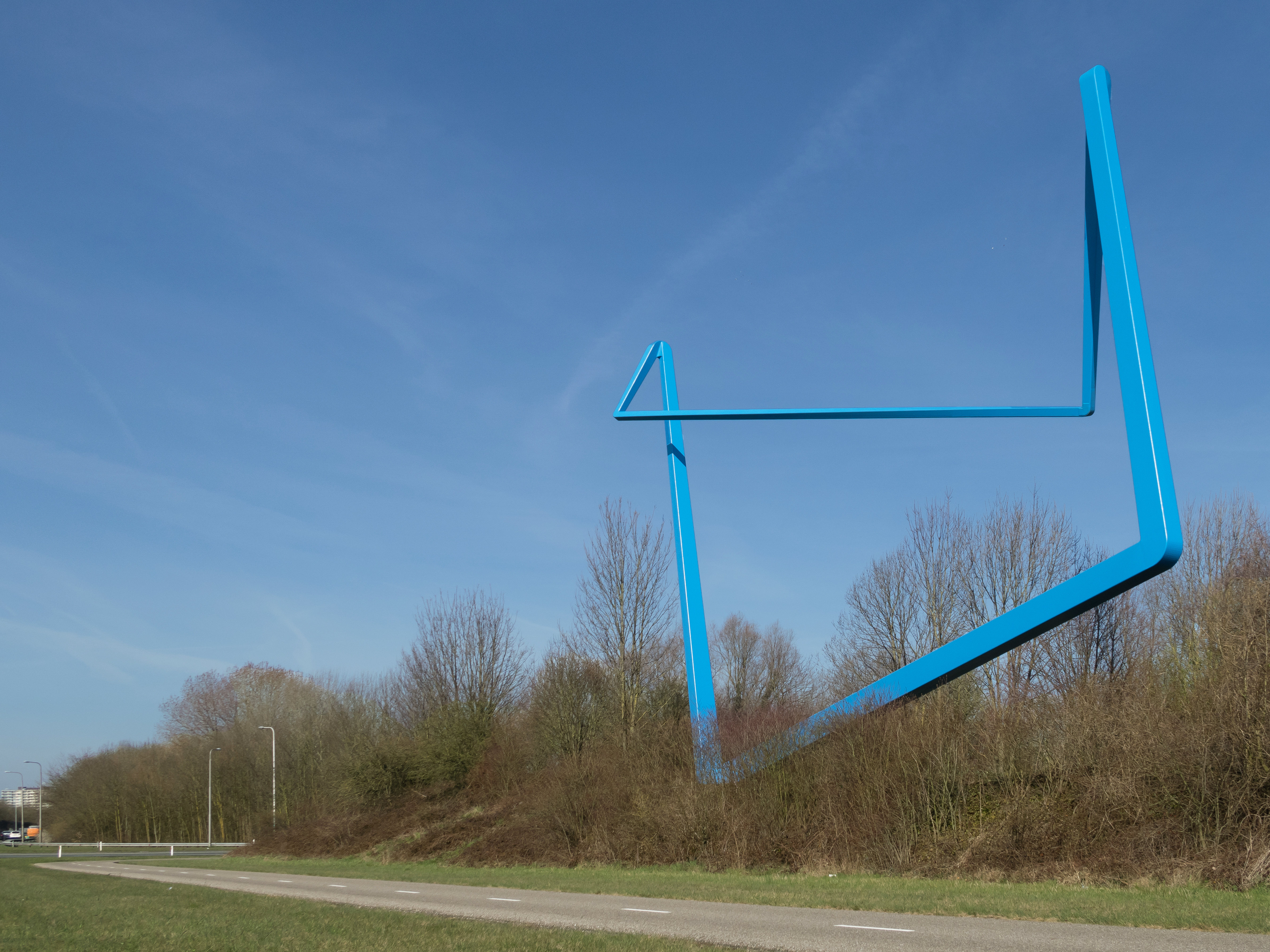
Dansend vierkant
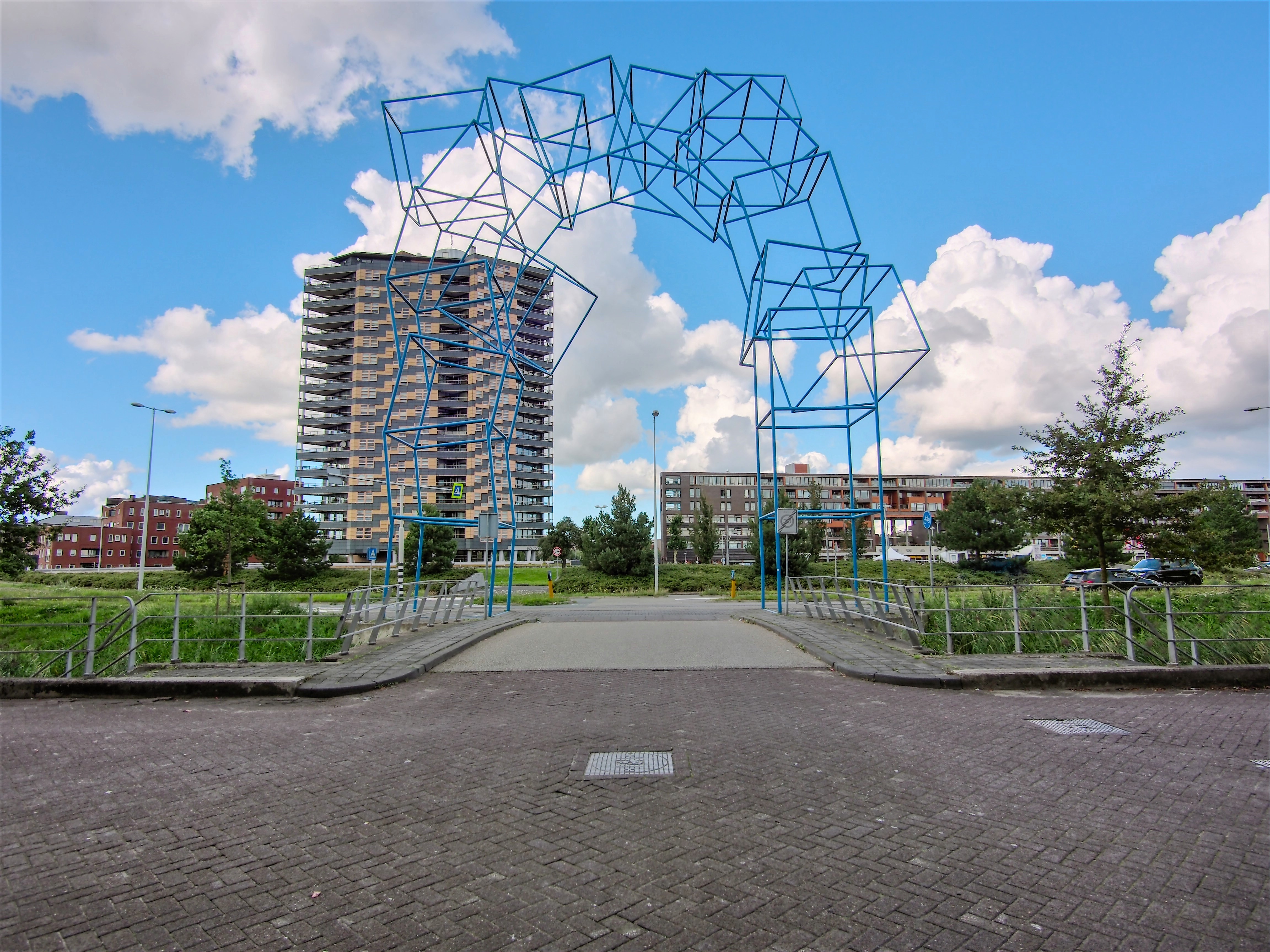
Kubuspoort
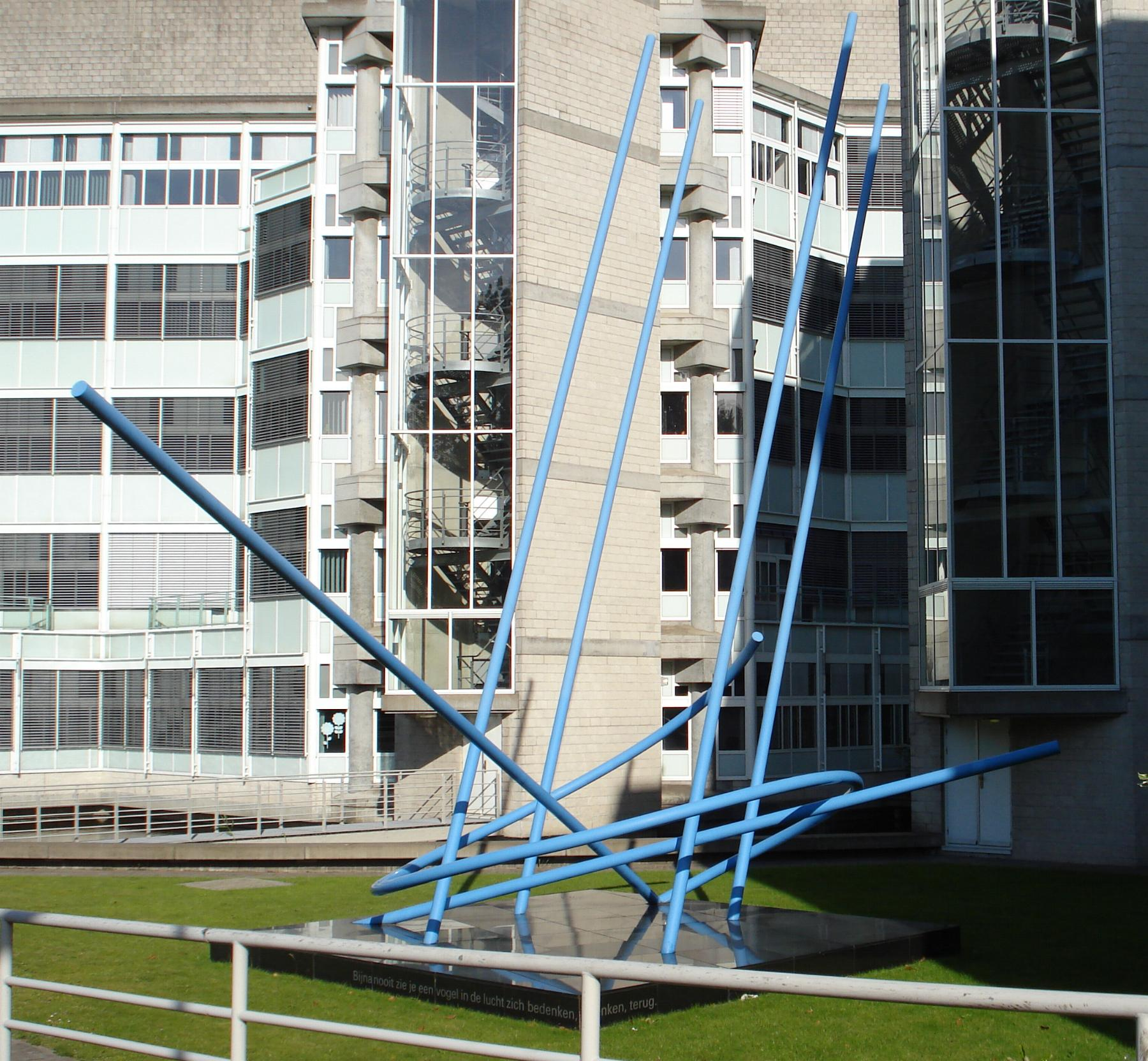
Monument van de menselijke vergissing
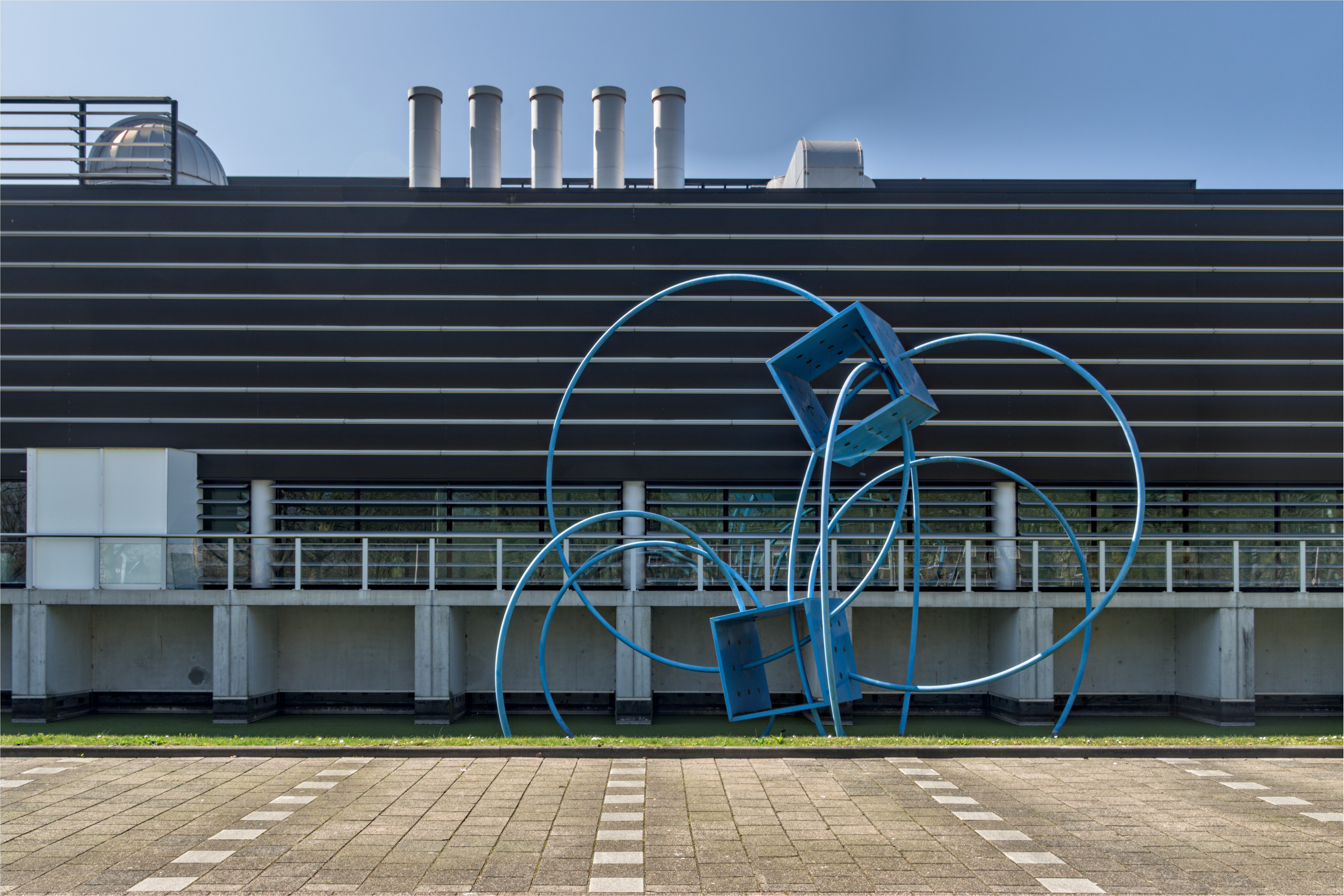
The secret of the Nano
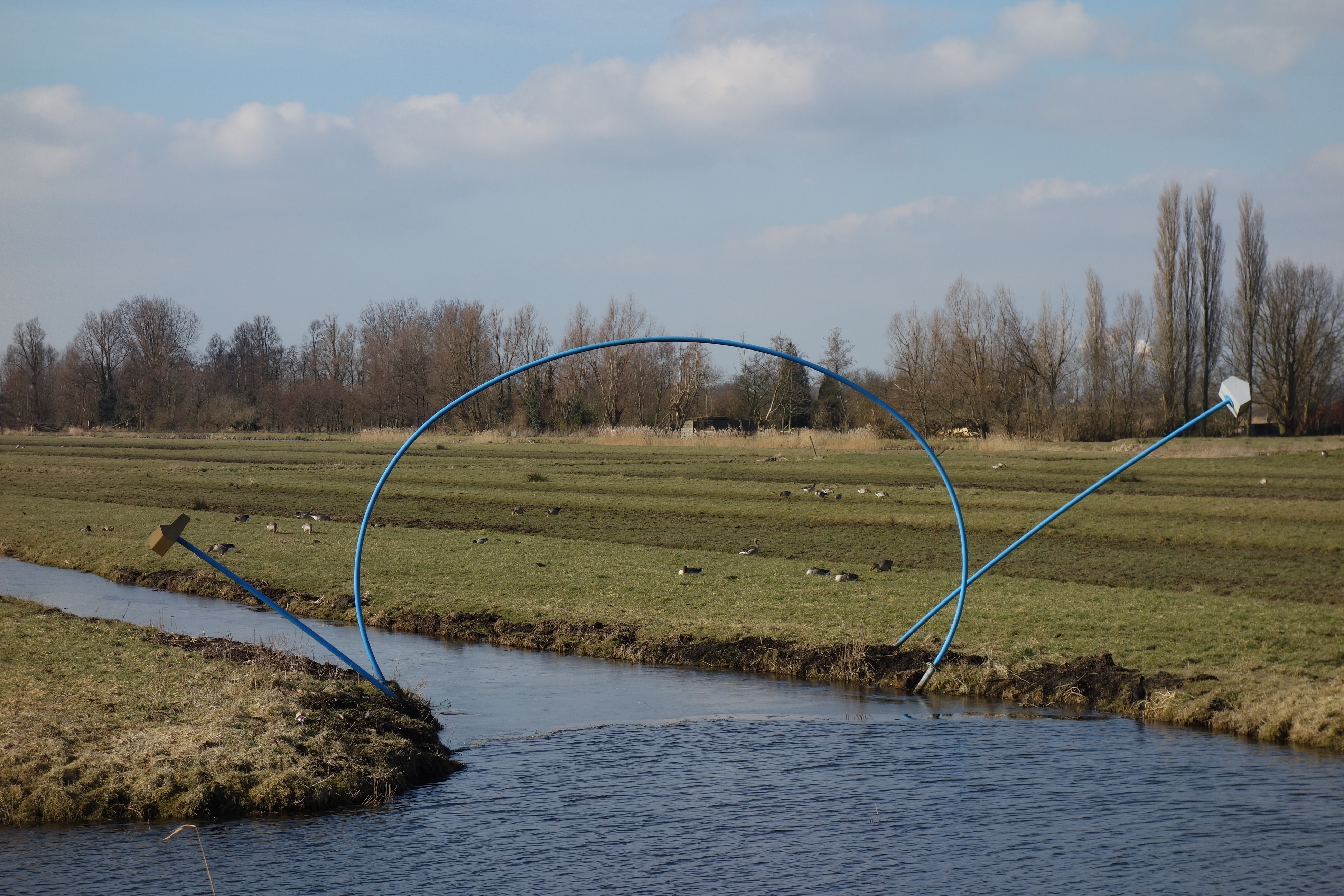
De Rijp
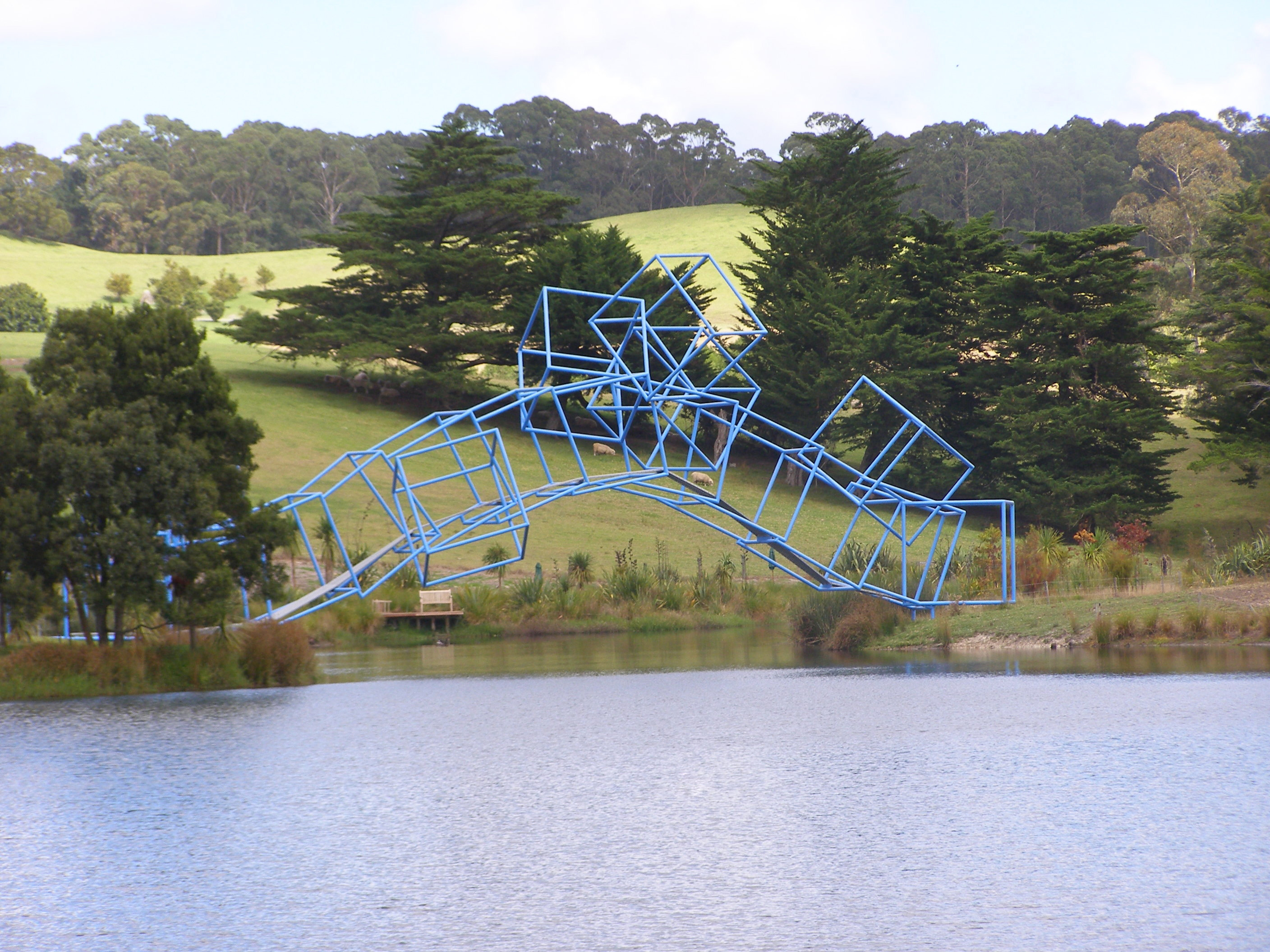
The Mermaid

## Werke im öffentlichen Raum (Auswahl)
- Ohne Titel. Gouda, 1986
- Dansend vierkant. Arnhem, 1987
- Lichtobjecten FNV-gebouw. Naritaweg in Amsterdam, 1989
- De Waterdruppel. Ede, 1990
- Kubussen. Gemeindehaus Soest, 1990
- Monument van de menselijke vergissing. Den Haag, 1991
- Plein van de 49 neongeheimen. Leerdam, 1992
- De blauwe Bogen. Brücke in Dalfsen, 1994
- Lichtobjecten VEC-gebouw. Goor, Hof van Twente, 1994
- De Vlinderpoort. Rosmalen, 1995
- Aanbouw theater. Agnietenhof in Tiel (zusammen mit Hanshan Roebers), 1997
- The Mermaid. Gibbs Farm, Auckland, Neuseeland, 1999[4]
- The Mermaid. Auckland, Neuseeland, 2000
- Kubuspoort. Amsterdam, 2000
- De kubustoren. Burgemeester Berghuisplein in Kampen, 2004
- The Lotus Flower. Mehrteiliges Kunstwerk, Schinveld[5]
- The secret of the Nano, Van Leeuwenhoek Nanotech Laboratory

## Ausstellungen (Auswahl)
- 1979: Museum Fodor, Amsterdam (Einzelausstellung)
- 1979: Moderne Hollandsk Tekstilkunst og Glas, Designmuseum Danmark, KUNSTEN Museum of Modern Art Aalborg, Dänemark
- 1979: Denmark, KulturHuset Stockholm, Schweden
- 1979: Nordenfjeldske Kunstindustrimuseum Trondheim, Norwegen
- 1979: Arte Adapto de Hollanda, Mexico
- 1980: Van Abbemuseum, Eindhoven (Einzelausstellung)
- 1981: Museum „Het Catharina Gasthuis“, Gouda (Einzelausstellung)
- 1982: De keuze van de kunstenaar, Kunstmuseum Den Haag
- 1984: Museum De Beyerd, Breda (Einzelausstellung)
- 1985: Kunstpreis der Stadt Gouda / Museum Gouda (Einzelausstellung)
- 1986: Francoise van den Bosch-Preis, Museum Boijmans Van Beuningen, Rotterdam (Einzelausstellung)
- 1987: Bertha Urdang Gallery, New York NY, USA (Einzelausstellung)
- 1989: Stedelijk Museum Amsterdam (Einzelausstellung)
- 1989: Niederländisches Textilmuseum, Tilburg (Einzelausstellung)
- 1990: De Zonnehof, Amersfoort (Einzelausstellung)
- 1994: Aviodrome, Amsterdam (Einzelausstellung)
- 1995: Body Language, jewelry and accessories, Cooper Hewitt, Smithsonian Design Museum, New York, USA (Einzelausstellung)
- 1996: Kind en kunst, Stedelijk Museum Zutphen
- 1996: 2 x 6 = 6, Arti et Amicitiae, Amsterdam
- 1997: Stedelijk Museum Amsterdam (Einzelausstellung)
- 1998: Stedelijk Museum Amsterdam
- 2000: De Voorstelling, Stedelijk Museum Amsterdam
- 2005: Peter Webb Galleries, Auckland, Neuseeland  (Einzelausstellung)[2][3]